# Mercè Plantada i Vicente

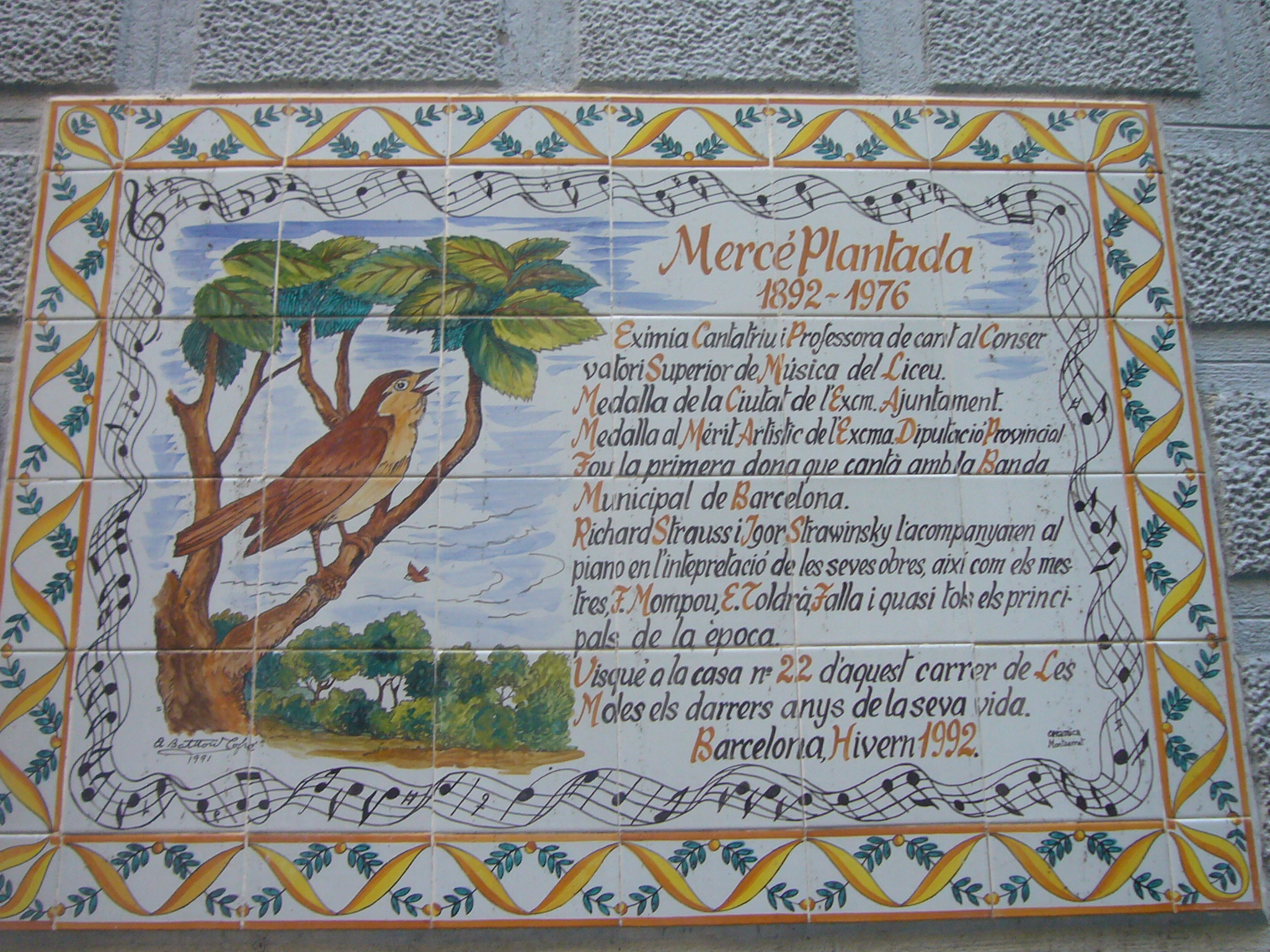
Placa al carrer de les Moles de Barcelona, en honor de Mercè Plantada

Mercè Plantada i Vicente (Sant Gervasi de Cassoles, Barcelona, 4 de febrer de 1892 — Vilafranca del Penedès, 2 de maig de 1976) fou una soprano catalana, especialitzada en el lied.

## Biografia
Mercè Plantada va néixer al poble de Sant Gervasi de Cassoles, cinc anys abans que aquesta població s'agregués a Barcelona. Fou filla de Francesc Plantada i Arís, de Rubí, i de Francesca Vicente. Va estudiar amb Antoni Colomé i Bosomba (1871-1952), del Centre de Cultura Musical, i debutà el 1913 a l'Associació de Música Da Camera de Barcelona, en un recital de lieder al Palau de la Música Catalana. Col·laborà amb Gaspar Cassadó, Frederic Longàs i Blai Net. Participà en nombrosos concerts simfònics vocals i actuà amb totes les orquestres importants del moment, incloent-hi la Simfònica, Filharmònica, del Liceu, i Pau Casals i amb els Orfeons Català i Gracienc. Fou la primera dona que cantà amb la Banda Municipal de Barcelona i la primera intèrpret de cant de Catalunya amb acompanyament exclusiu d'instruments de vent. També col·laborà amb l'Associació Wagneriana de Barcelona. Actuà a París, altres capitals europees i al nord d'Àfrica, i fou professora de cant al conservatori del Liceu.
A Barcelona estrenà El amor brujo, de Manuel de Falla, amb aquest com a director. Compositors com Stravinski, Samper, Pittaluga, Strauss, Manén, Toldrà, Montsalvatge i Lamote de Grignon, li encomanaren la interpretació d'obres seves. L'any 1925 va cantar composicions de Richard Strauss acompanyada al piano pel mateix compositor, i també cantà acompanyada per Ígor Stravinski.
Es va casar amb el seu professor, Antoni Colomé, amb qui va tenir un fill, Antoni Colomé i Plantada. En separar-se, quan el fill era encara petit, Mercè va anar a viure a Rubí.
Va viure els darrers anys de la seva vida al carrer de les Moles, 22, al barri Gòtic de Barcelona. En aquest carrer l'any 1992 s'instal·là una placa en honor seu.

## Premis i distincions
- 1967: Medalla del Mèrit Artístic,[4] concedida per la Diputació Provincial de Barcelona[5]
- Medalla de la Ciutat, concedida per l'Ajuntament de Barcelona[5]
- La ciutat de Barcelona anomenà en honor seu els Jardins de Mercè Plantada, situats a la Vila Olímpica del Poblenou.[6]